# Live in Japan (álbum de Queen + Adam Lambert)
Live in Japan es un álbum en vivo de la banda Queen + Adam Lambert, publicado el 20 de diciembre de 2016 en Japón como un lanzamiento de edición limitada.

## Antecedentes
El 17 de agosto de 2014, casi al final de la altamente exitosa gira, Queen + Adam Lambert se embarcaron hacia uno de los festivales más importantes de Japón, Summer Sonic en el Marine Stadium, Tokio. El álbum fue reeditado el 20 de diciembre de 2016 a través de Wardour Records.

## Disponibilidad
El álbum fue publicado sólo en Japón como un lanzamiento de edición limitada. Las canciones "Now I'm Here", "Another One Bites the Dust" y "I Was Born to Love You" fueron reeditadas ligeramente para el álbum de 2020, Live Around the World. "I Was Born to Love You" fue publicado como un sencillo el 25 de septiembre de 2020.

## Lista de canciones
| Lado uno |                              |          |  |
| N.º      | Título                       | Duración |  |
| 1.       | «Procession»                 | 1:19     |  |
| 2.       | «Now I'm Here»               | 5:25     |  |
| 3.       | «Stone Cold Crazy»           | 2:32     |  |
| 4.       | «Another One Bites the Dust» | 3:22     |  |
| 5.       | «Fat Bottomed Girls»         | 6:40     |  |

| Lado dos |                                         |          |  |
| N.º      | Título                                  | Duración |  |
| 1.       | «In the Lap of the Gods... Revisited»   | 3:39     |  |
| 2.       | «Seven Seas of Rhye»                    | 1:21     |  |
| 3.       | «Killer Queen»                          | 3:23     |  |
| 4.       | «I Want It All»                         | 6:43     |  |
| 5.       | «Teo Torriatte (Let Us Cling Together)» | 2:48     |  |

| Lado tres |                                   |          |  |
| N.º       | Título                            | Duración |  |
| 1.        | «Love of My Life»                 | 3:40     |  |
| 2.        | «These Are the Days of Our Lives» | 4:39     |  |
| 3.        | «Under Pressure»                  | 4:42     |  |
| 4.        | «I Was Born to Love You»          | 4:06     |  |
| 5.        | «Radio Ga Ga»                     | 4:45     |  |

| Lado cuatro |                                  |          |  |
| N.º         | Título                           | Duración |  |
| 1.          | «Crazy Little Thing Called Love» | 4:48     |  |
| 2.          | «Bohemian Rhapsody»              | 5:56     |  |
| 3.          | «We Will Rock You»               | 2:52     |  |
| 4.          | «We Are the Champions»           | 5:09     |  |
| 5.          | «God Save the Queen»             | 1:24     |  |

## Créditos
Queen + Adam Lambert
- Roger Taylor – batería y percusión, voz principal y coros
- Brian May – guitarra eléctrica, voz principal y coros
- Adam Lambert – voz principal

Músicos adicionales
- Spike Edney – teclados y coros
- Neil Fairclough – bajo eléctrico y coros
- Rufus Tiger Taylor – percusión y coros (2011–2016)